# David Olusoga
David Adetayo Olusoga, OBE (ur. w styczniu 1970) – brytyjski historyk, pisarz, prezenter i twórca filmowy. Jest profesorem historii publicznej na Uniwersytecie Manchesterskim. Prowadził historyczne programy dokumentalne w BBC, współpracował przy programie informacyjnym The One Show i dzienniku The Guardian.

## Wczesne lata i edukacja
Urodził się w Lagos w Nigerii; jego ojciec jest Nigeryjczykiem, a matka Brytyjką. W wieku pięciu lat wyemigrował z nią do Wielkiej Brytanii i dorastał w Gateshead w hrabstwie Tyne and Wear. Był jedną z niewielu osób na swoim osiedlu o rasie innej niż europejska. Przed ukończeniem 14. roku życia doświadczył z tego powodu licznych ataków członków faszystowskiego Frontu Narodowego na swój dom. Otrzymał wraz z rodziną ochronę policyjną. Ostatecznie na skutek nękania opuścili kraj. Po kilku latach rozpoczął studia historii niewolnictwa na Uniwersytecie Liverpoolskim, a w 1994 uzyskał tytuł licencjata (BA; z wyróżnieniem) z dziedziny historii. Potem odbył kurs podyplomowy o dziennikarstwie telewizyjnym na Leeds Trinity University.

## Kariera
Olusoga rozpoczął karierę telewizyjną jako researcher w produkcji BBC Western Front (1999). Po studiach został producentem programów historycznych, pracując od 2005 roku nad takimi tytułami jak Namibia: Genocide and the Second Reich, The Lost Pictures of Eugene Smith czy Abraham Lincoln: Saint or Sinner?
W 2014 r. rozpoczął pracę prezentera telewizyjnego od The World’s War: Forgotten Soldiers of Empire – produkcji o żołnierzach indyjskich, afrykańskich i azjatyckich walczących w pierwszej wojnie światowej. Potem występował w innych dokumentach i programie The One Show w telewizji BBC One. W 2015 roku podano, że wraz z historykami Mary Beard i Simonem Schamą będzie współprowadził Civilizations, kontynuację telewizyjnego serialu dokumentalnego Kennetha Clarka z 1969 roku o tym samym tytule. Kolejne tytuły to: Black and British: A Forgotten History, The World’s War, A House Through Time oraz nagrodzony nagrodą BAFTA  Britain’s Forgotten Slave Owners (dosł. Zapomiani właściciele niewolników). W czasie tzw. lockown prowadził razem z pisarzem Stevenem Johnsonem program o odkryciach i zdarzeniach, które przyczyniły się do wzrostu średniej długości życia – Krótka kronika dłuższego życia (Extra Life: A Short History of Living Longer). W styczniu 2021 roku pojawił się w programie Desert Island Discs w BBC Radio 4.
Pod koniec 2020 r., w odpowiedzi na protesty ruchu Black Lives Matter po morderstwie George’a Floyda, ponownie wyemitowano programy prowadzone przez Olusogę: Black and British: A Forgotten History i Britain’s Forgotten Slave Owners.
13 listopada 2020 roku BBC ogłosiła, że zamówiła program Barack Obama Talks To David Olusoga, w którym Barack Obama omawia pierwszy tom swoich prezydenckich wspomnień „Ziemia Obiecana” (oryg. Prommised Land; pol. tł. D. Żukowski). Tytuł oryginalnie wyemitowano 19 stycznia 2021 r.
Olusoga jest autorem książek historycznych, w tym związanych z prowadzonymi seriami. Książka A Forgotten History (2016) otrzymała nagrody „Longman – History Today Trustees Award 2017” oraz „PEN Hessell-Tiltman Prize 2017”. Wydawnictwo The World’s War w 2015 r. zdobyło tytuł Książki roku o I wojnie światowej od Paddy Power. The Kaiser’s Holocaust: Germany’s Forgotten Genocide and the Colonial Roots of Nazism (2011) napisana wspólnie z Casperem Erichsenem, oraz Civilisations (2018) to pozostałe tytuły. Współpracował z Oxford Companion to Black British History i pisał dla The Observer, New Statesman, BBC History czy The Guardian. Od czerwca 2018 jest członkiem zarządu Scott Trust, wydawcy tego ostatniego.

## Rozpoznawalność
Znalazł się na liście 100 najbardziej wpływowych Czarnych Brytyjczyków Powerlist w latach 2019 i 2020, a w 2021 – w pierwszej dziesiątce (8. miejsce).
Został mianowany oficerem Orderu Imperium Brytyjskiego (OBE), podczas wydarzenia 2019 New Year Honours, za zasługi dla historii i integracji społeczeństwa. Medal otrzymał od króla Karola III w lutym 2023 r. (przyp.)
Mianując go profesorem nadzwyczajnym w 2019 r., Uniwersytet w Manchesterze określił Olusogę jako eksperta w dziedzinie historii wojskowości, imperium, rasy i niewolnictwa oraz „jednego z czołowych historyków Wielkiej Brytanii”. Jego inauguracyjny wykład profesorski (maj 2019) miał tytuł „Tożsamości, brytyjskości i Windrush” („Identity, Britishness and the Windrush”).
W grudniu 2021 roku ogłoszono, że Olusoga został odznaczony President's Medal przez Akademię Brytyjską, jako 39-ty. Medal jest przyznawany od 2010 roku za zasługi w dzianinach nauk humanistycznych i społecznych. Wśród poprzednich laureatów znaleźli się Margaret Atwood, Jimmy Wales i Hilary Mantel.

## Nagrody i odznaczenia
- 2015: Nagroda Królewskiego Towarzystwa Historycznego „Public History Prize for Broadcasting” za Britain’s Forgotten Slave Owners
- 2015: Książka roku o I wojnie światowej – „Political Book Awards” spółki Paddy Power za The World’s War[26]
- 2016: Specjalista od faktów (Specialist Factual) BAFTA – „BAFTA TV Awards” za Britain’s Forgotten Slave Owners[27]
- 2017: Honorowy tytuł Doktora literatury, Uniwersytet w Liverpoolu[9]
- 2017: „Longman – History Today Trustees Award” za Black and British[28]
- 2017: „PEN Hessell-Tiltman Prize” za Black and British[29]
- 2018: Honorowy tytuł Doktora literatury, University of Leeds[30]
- 2019: Order Imperium Brytyjskiego klasy IV za zasługi dla historii i integracji społeczeństwa[22]
- 2019: Honorowy tytuł Doktora nauk prawnych, University of Leicester[31]
- 2021: President's Medal Akademii Brytyjskiej za zasługi w dzianinach nauk humanistycznych i społecznych[25]

## Filmografia
- The World’s War: Forgotten Soldiers of Empire (2014)
- Fighting for King and Empire: Britain’s Caribbean Heroes (2015)
- The One Show (niektóre odcinki)
- Britain’s Forgotten Slave Owners (2015)
- Black and British: A Forgotten History (2016)
- Timewatch: "British Empire – Heroes and Villains" and "Dictators and Despots" (both 2017)
- Civilisations (dwa z dziewięciu odcinków – First Contact i The Cult of Progress) (2018)
- A House Through Time (2018–2021)
- The Unwanted: The Secret Windrush Files (2019)
- Krótka kronika dłuższego życia (Extra Life: A Short History of Living Longer) (emisja w Polsce: BBC Earth) (2021)
- Statue Wars: One Summer in Bristol (2021)
- Our NHS: A Hidden History (2021)
- Union with David Olusoga (2023)

## Książki
- Zbrodnia Kajzera (Wielka Litera, 2012; tł. Piotr Tarczyński)[32] (oryg. The Kaiser's Holocaust: Germany's Forgotten Genocide and the Colonial Roots of Nazism; Faber and Faber, 2011) (oraz Casper W. Erichsen); ISBN 978-0571231423
- Black and British: A Forgotten History (Macmillan, 2016); ISBN 978-1447299745
- Civilisations: First Contact/The Cult of Progress (Profile Books, 2018); ISBN 978-1781259979
- The Black History Book: Big Ideas Simply Explained (DK, 2021); ISBN 978-0744042146